# 天岗湖乡
天岗湖乡，是中华人民共和国江苏省宿迁市泗洪县下辖的一个乡镇级行政单位。

## 行政区划
天岗湖乡下辖以下地区：
王集社区、联淮社区、潘岗村、汤庄村、大陈嘴村、姚宋村、陈宋村、上钱村、崇潼村、赵马村和沈行村。